# Kościół św. Jadwigi w Łososiowicach
Kościół filialny p.w. św. Jadwigi w Łososiowicach, należy do parafii Matki Bożej Królowej Polski w Brzegu Dolnym.
Po raz pierwszy wzmiankowany w 1376 r. jako kościół pod wezwaniem św. Jadwigi i Archanioła Michała, następnie w latach 1579 - 1670, kiedy zaniepokojenie władz kościelnych wywołała postępująca dewastacja kościoła na skutek zniszczeń wojny trzydziestoletniej. Kamienna dzwonnica została wówczas całkowicie zniszczona, a mieszkańcy wsi coraz częściej udawali się do kościoła w Stobnie. Do odbudowy kościoła doszło w latach 1700-1771, z inicjatywy Ludwiga Baucha, opata cysterskiego klasztoru w Lubiążu (w latach 1696 - 1729). Zniszczona dzwonnica nie została odbudowana.
Wystrój kościoła barokowy (częściowo zachowany) z emporą (chórem muzycznym) we wnętrzu. Dwa ołtarze boczne drewniane, bogato rzeźbione w stylu późnego baroku i rokoko. Dwa kartusze herbowe opatów lubiąskich znajdują się przy ołtarzu głównym. Przy wejściu do kościoła trzy kamienne krzyże nagrobne (z 1869, 1892 i 1908) rodziny Stober, której przedstawiciele sprawowali we wsi dziedziczny urząd sołtysa w XIX w.
Od średniowiecza do 1946 r. był kościołem parafialnym, któremu podlegały kościoły filialne w Jodłowicach i Starym Dworze. Parafia w Łososiowicach została zlikwidowana decyzją władz kościelnych w 1946 r., a świątynia stała się kościołem filialnym parafii katolickiej w Brzegu Dolnym-Warzyniu p.w. Wszystkich Świętych (potem parafii MB Szkaplerznej), a od 2007 r. parafii Matki Bożej Królowej Polski w Brzegu Dolnym.
Wpisany na listę zabytków Narodowego Instytutu Dziedzictwa:
Przy kościele znajduje się cmentarz, pozbawiony obecnie niemal wszystkich zabytkowych nagrobków. Pochowany jest tu m.in. ostatni proboszcz tutejszej parafii ks. Alois Pohl (1877-1945).